# Rundfunkjahr 1992

1992: Start des französisch-deutschen Kulturkanals ARTE

Liste der Rundfunkjahre

◄◄ | ◄ | 1988 | 1989 | 1990 | 1991 | Rundfunkjahr 1992 | 1993 | 1994 | 1995 | 1996 | ► | ►►

Weitere Ereignisse

## Allgemein
- 1. Januar – Die neu gegründeten ARD-Anstalten MDR und ORB nehmen ihren regulären Sendebetrieb auf.
- 1. Januar – Mecklenburg-Vorpommern tritt per Staatsvertrag dem NDR als viertes Bundesland bei.
- 1. Oktober – Der SFB scheidet aus der gemeinsamen Fernsehnordkette mit NDR und Radio Bremen aus und bildet mit B1 ein eigenständiges Fernsehprogramm für Berlin.
- 26. Oktober – Das ORF-Fernsehen nimmt das neue von Neville Brody entworfene Grafikkonzept in Betrieb. Die beiden Fernsehkanäle FS 1 und FS 2 werden in ORF 1 und ORF 2 umbenannt. Das jeweilige Cornerlogo wird von nun an permanent eingeblendet.
- 31. Oktober – Der zur RTL Group gehörende Fernsehsender RTLplus wird in RTL Television umbenannt. Der Zusatz Television entfällt im Programm größtenteils (Logowechsel im Programm am 5. Dezember 1992).

## Hörfunk
- In Polen geht der von Tadeusz Rydzyk gegründete religiöse Sender Radio Maryja in Betrieb. Er wird von katholischen Geistlichen betrieben und gerät wegen seiner scharfen antisemitischen, xenophoben und polnisch-nationalistischen Standpunkten wiederholt unter Kritik.
- Januar – Auf Ö3 ist die erste Ausgabe der DJ-Mixsendung Swound Sound System mit DJ Makossa & MC Sugar B. zu hören.[1]
- 16. Januar – Eine von Fritz Ostermayer gestaltete Ausgabe der Ö3-Sendung Die Musicbox, die unter dem Titel Josef Fenz räumt seine Wohnung auf, bemerkt etwas und überlegt sichs wieder über den Äther geht, macht Hermes Phettberg über die Grenzen von Wien hinaus einem größeren Publikum österreichweit bekannt.
- 19. April – Ö1 führt die Klassiknacht ein.
- 1. Mai – Blue Danube Radio weitet seine Programmzeiten aus und sendet täglich zwischen 6 Uhr Morgens und 1 Uhr Nachts. Der Sender wird dazu in den Fernsehprogrammen des ORF in eigenen Spots beworben.
- 1. Juni – Das Hörfunkprogramm RIAS 2 wird privatisiert und in 94,3 rs2 umbenannt.
- 22. Juni – Radio Wimbledon, der offizielle Hörfunksender der Wimbledon Championships nimmt seinen Betrieb auf.
- 1. Juli –  In Sachsen geht Radio PSR auf Sendung.
- 1. September – Strukturänderung der Hörfunkprogramme von Radio Bremen: Radio Bremen 2 wird ein reiner Wortsender mit den Schwerpunkten Information und Kultur, Radio Bremen 3 wandelt sich zur Klassikwelle.
- 1. Oktober – Die österreichischen Hörfunksender Ö1 und Ö3 feiern mit einem umfangreichen Sonderprogramm das 25. Jahr ihres Bestehens.
- 31. Dezember – Der SFB stellt seinen Jugendsender Radio 4U ein.

## Fernsehen

Mit dem sogenannten „ORF-Ziegel“ führt das österreichische Fernsehen 1992 einen graphischen Relaunch durch

- Als erster privater Fernsehanbieter Schwedens erhält TV 4 eine Lizenz für terrestrisch empfangbares Fernsehen.
- 2. Januar – Das ZDF strahlt erstmals Liebe auf den ersten Blick aus.
- 5. Januar – Das ZDF strahlt die erste Folge der Familienserie Unser Lehrer Doktor Specht aus.
- 11. Januar – Auf RTLplus startet Michel Vaillant.
- 26. Januar – Auf RTLplus startet die Spielshow Familien-Duell.
- 9. Februar – Das Erste Deutsche Fernsehen zeigt für alle Geheimcode F.
- 23. Februar – Das ZDF zeigt für Kinder Achterbahn.
- 29. Februar – Sendestart von kabel eins unter dem Namen „Der Kabelkanal“.
- 1. März – Das Erste Deutsche Fernsehen zeigt für alle Zuschauer Die Herren des Strandes.
- 7. März – In Japan hat die Animeserie Sailor Moon Fernsehpremiere.
- 7. März – Das ZDF zeigt erstmals Karl May.
- April – RIAS-TV stellt seinen Sendebetrieb ein.
- 6. April – Zwölfdreißig hat bei RTLplus Premiere.
- 14. April – Auf MTV Europe startet MTV's Most Wanted, die ihren Moderator Ray Cokes über einige Jahre lang europaweit bekannt macht.
- 30. April – Auf NBC läuft die 201. und letzte Episode der Bill Cosby Show.
- 5. Mai – Die Fußballserie aus Japan Kickers hat bei Tele 5 Premiere.
- 11. Mai – RTLplus beginnt mit der werktäglich ausgestrahlten Seifenoper Gute Zeiten, schlechte Zeiten. Sie übernimmt bis zur Folge 230 die Drehbücher ihres australischen Vorbildes The Restless Years.
- 14. Mai – Die Serie aus Dänemark Goldregen hat Premiere im Ersten Deutschen Fernsehen.
- 22. Mai – In den USA wird die letzte Folge der Tonight Show mit Johnny Carson ausgestrahlt. NBC gibt bekannt, dass Jay Leno dessen Nachfolger als Host wird.
- 30. Mai – Sendestart von ARTE.
- 6. Juni – RTLplus übernimmt erstmals die japanische Anime-Serie Georgie.
- 27. Juni – Die US-Zeichentrickserie Beverly Hills Teens feiert bei RTLplus Premiere.
- 4. Juli – Auf ORF 1 und RTLplus wird die US-Jugendserie Beverly Hills, 90210 erstmals im deutschsprachigen Fernsehen ausgestrahlt.
- 15. Juli – Das vom MDR produzierte Politmagazin Fakt geht in der ARD auf Sendung.
- 7. September – Das Frauenmagazin Viva hat erstmals bei RTLplus Premiere.
- 8. September – Im ZDF ist erstmals die Sci-Fi Jugendserie Kappatoo zu sehen.
- 13. September – Die 11-teilige Miniserie Haus am See hat Premiere im Ersten Deutschen Fernsehen.
- 26. September – Wolfgang Lippert moderiert zum ersten Mal eine Ausgabe der Samstagabendshow Wetten, dass..? und wird somit zum vorübergehenden Nachfolger von Thomas Gottschalk.
- 29. September – Die Fernsehserie Siebenbirken hat erstmals Premiere im ZDF.
- 1. Oktober – Das Abschlusskonzert der Dangerous-Welttournee Michael Jacksons in Bukarest wird in 62 Ländern der Welt in Hörfunk und Fernsehen übertragen.
- 1. Oktober – Die Soapserie Marienhof ist erstmals im Ersten Deutschen Fernsehen zu sehen.
- 2. Oktober – Mit ZEE TV startet das erste Satellitenprogramm in Hindi.
- 6. Oktober – Das ZDF übernimmt erstmals die Zeichentrickserie Die Ketchup-Vampire.
- 24. Oktober – Das Auslandsprogramm des polnischen Fernsehens, TV Polonia, nimmt seinen Betrieb auf.
- 17. November – Das ZDF strahlt erstmals Der Fotograf oder Das Auge Gottes aus.
- 27. November – Sat 1 strahlt die erste Folge der Unterhaltungsserie Die Abenteuer des jungen Indiana Jones im deutschsprachigen Fernsehen aus.
- 30. November – Sendebeginn des Nachrichtenspartenkanals n-tv. Die Dokumentationssendung Spurlos ist erstmals bei RTL zu sehen.
- 19. Dezember – Das Erste Deutsche Fernsehen strahlt die letzte Folge der Reihe Ein Kessel Buntes, moderiert von Karsten Speck, aus.

## Geboren
- 14. Juni – Daryl Sabara, US-amerikanischer Schauspieler (Friends, Dr. House), kommt in Torrance, Kalifornien zur Welt.
- 22. Juli – Selena Gomez, US-amerikanische Schauspielerin (Die Zauberer vom Waverly Place), kommt in New York zur Welt.
- 10. August – Hannah Emde, deutsche Tierärztin, Artenschützerin, Autorin und Fernsehmoderatorin, kommt in Bonn zur Welt.

## Gestorben
- 20. April – Benny Hill, britischer Komiker (The Benny Hill Show, 1969–1989), stirbt 68-jährig in Teddington, Greater London.
- 8. Mai – Otto Šimánek, tschechischer Schauspieler, stirbt 67-jährig in Prag. Šimánek wurde international als Darsteller der Figur des Pan Tau bekannt.
- 24. April – Wolfram Schaerf, deutscher Schauspieler und Synchronsprecher, stirbt 69-jährig in Hamburg. Schaerf spielte Rollen für zahlreiche TV-Produktionen wie Die Schwarzwaldklinik oder Der Landarzt. Als Synchronsprecher übernahm er in der deutschen Erstsynchronisation der Krimiserie Magnum die Rolle des Jonathan Quayle Higgins.
- 8. Mai – Fritz Bachschmidt, deutscher Schauspieler (Gottlieb Griese in der ARD-Serie Lindenstraße), stirbt 63-jährig in Köln.
- 17. Mai – Lawrence Welk, US-amerikanischer Big-Band-Leader und Fernsehpersönlichkeit (The Lawrence Welk Show, 1951–1982), stirbt 89-jährig in Santa Monica.
- 26. Mai –  Hans Epskamp, deutscher Schauspieler, stirbt 88-jährig in Berlin. Er war aus zahlreichen Fernsehfilmen und -serien bekannt, wie z. B. Kara Ben Nemsi Effendi.
- 6. Juni – Werner Kreindl, österreichischer Schauspieler (SOKO 5113, TV-Serie seit 1976), stirbt 64-jährig in Wagrain.
- 7. August – Eberhard Fechner, deutscher Regisseur, stirbt 65-jährig in Hamburg.
- 15. Oktober – Hanno Thurau, deutscher Schauspieler, stirbt 53-jährig in Hamburg. Er war vor allem durch die zahlreichen Fernseh-Übertragungen aus dem Hamburger Ohnsorg-Theater bekannt.
- 16. Oktober – Shirley Booth, US-amerikanische Theater-, Film- und Fernsehschauspielerin (Hazel, TV-Serie, 1961–1966, Duffy's Tavern, US-Radiositcom, 1941–1951), stirbt 94-jährig in Massachusetts.
- 26. Oktober – Kurt Hepperlin, deutscher Schauspieler und Dokumentarfilmregisseur, stirbt 72-jährig in Nürnberg.
- 5. Dezember – Otto Koenig, österreichischer Zoologe und Verhaltensforscher, stirbt 78-jährig in Klosterneuburg. Koenig wurde in Österreich einem breiten Publikum durch die langjährige ORF-Fernsehsendung Rendezvous mit Tier und Mensch bekannt.
- 23. Dezember – Guido Baumann, schweizerischer Journalist, Quizmaster und Ratefuchs in Was bin ich? stirbt 66-jährig in München.